# Eduardo Acevedo Vásquez
Eduardo Acevedo Vásquez, conocido también como Eduardo Acevedo (hijo) (1857, Buenos Aires-14 de enero de 1948, Montevideo) fue un abogado, historiador y político uruguayo. 

## Familia
Hijo de Eduardo Acevedo Maturana y de Joaquina Vásquez Fernández, fue además doble primo hermano de Alfredo Vásquez Acevedo y cuñado de José Pedro Varela. Casado en 1888 con María Manuela Álvarez Susviela, tuvieron cuatro hijos: Eduardo (parlamentario, director del diario El Día y dos veces ministro de Hacienda), Manuela, Carmen y Miguel Alberto.

## Carrera
Eduardo Acevedo Vásquez alternó múltiples profesiones como abogado, director del diario El Siglo y catedrático de Economía Política a la vez que fue un notable historiador. Asimismo ocupó varios cargos públicos de relevancia, como el de rector de la Universidad de la República (1904-1907), ministro de Industrias (1911-1913), fundando el Instituto de Química Industrial en 1912, director del Banco de la República Oriental del Uruguay (1914-1924), director general de Enseñanza Primaria (1925-1930) y primer presidente de ANCAP (1931-1933).

## Homenajes
Una plaza en el barrio Parque Rodó lleva su nombre.